# Liste des présidents du Niger
Voici la liste des chefs d'État et présidents de la république du Niger depuis son indépendance le 3 août 1960.

## Liste
| N° | Portrait     | Nom (Naissance-Mort)                                  | Élection         | Mandat           | Mandat                     | Mandat                      | Parti politique | Parti politique                                      | Notes                                                              |
| N° | Portrait     | Nom (Naissance-Mort)                                  | Élection         | Début            | Fin                        | Durée                       | Parti politique | Parti politique                                      | Notes                                                              |
| -- | ------------ | ----------------------------------------------------- | ---------------- | ---------------- | -------------------------- | --------------------------- | --------------- | ---------------------------------------------------- | ------------------------------------------------------------------ |
| 1  |              | Hamani Diori (6 juin 1916 – 23 avril 1989)            | 1960             | 10 novembre 1960 | 10 novembre 1965           | 13 ans, 5 mois et 5 jours   |                 | PPN-RDA                                              | Président de la République                                         |
| 1  | 1965         | Hamani Diori (6 juin 1916 – 23 avril 1989)            | 10 novembre 1965 | 10 novembre 1970 |                            | 13 ans, 5 mois et 5 jours   |                 | PPN-RDA                                              | Président de la République                                         |
| 1  | 1970         | Hamani Diori (6 juin 1916 – 23 avril 1989)            | 10 novembre 1970 | 15 avril 1974    |                            | 13 ans, 5 mois et 5 jours   |                 | PPN-RDA                                              | Président de la République                                         |
| 2  |              | Seyni Kountché (1er juillet 1931 – 10 novembre 1987)  | Coup d'État      | 15 avril 1974    | 10 novembre 1987           | 13 ans, 6 mois et 26 jours  |                 | Militaire                                            | Président du Conseil militaire suprême                             |
| 3  |              | Ali Saibou (17 juin 1940 – 31 octobre 2011)           | –                | 10 novembre 1987 | 17 mai 1989                | 5 ans, 5 mois et 6 jours    |                 | Militaire                                            | Président du Conseil militaire suprême                             |
| 3  | –            | Ali Saibou (17 juin 1940 – 31 octobre 2011)           | 17 mai 1989      | 20 décembre 1989 |                            | 5 ans, 5 mois et 6 jours    | MNSD–Nassara    | Président du Conseil d'orientation nationale suprême |                                                                    |
| 3  | 1989         | Ali Saibou (17 juin 1940 – 31 octobre 2011)           | 20 décembre 1989 | 16 avril 1993    | Président de la République | 5 ans, 5 mois et 6 jours    | MNSD–Nassara    |                                                      |                                                                    |
| 4  |              | Mahamane Ousmane (né le 20 janvier 1950)              | 1993             | 16 avril 1993    | 27 janvier 1996            | 2 ans, 9 mois et 11 jours   |                 | CDS-Rahama                                           | Président de la République                                         |
| 5  |              | Ibrahim Baré Maïnassara (9 mai 1949 – 9 avril 1999)   | Coup d'État      | 27 janvier 1996  | 7 août 1996                | 3 ans, 2 mois et 13 jours   |                 | RDP-Jama'a                                           | Président du Conseil de salut national                             |
| 5  | 1996         | Ibrahim Baré Maïnassara (9 mai 1949 – 9 avril 1999)   | 7 août 1996      | 9 avril 1999     | Président de la République | 3 ans, 2 mois et 13 jours   |                 | RDP-Jama'a                                           |                                                                    |
| 6  |              | Daouda Malam Wanké (1946 ou 1954 – 15 septembre 2004) | Coup d'État      | 9 avril 1999     | 22 décembre 1999           | 8 mois et 13 jours          |                 | Militaire                                            | Président du Conseil de réconciliation nationale                   |
| 7  |              | Mamadou Tandja (20 juillet 1938 –24 novembre 2020)    | 1999             | 22 décembre 1999 | 18 décembre 2004           | 10 ans, 1 mois et 27 jours  |                 | MNSD-Nassara                                         | Président de la République                                         |
| 7  | 2004         | Mamadou Tandja (20 juillet 1938 –24 novembre 2020)    | 18 décembre 2004 | 18 février 2010  |                            |                             |                 | MNSD-Nassara                                         | Président de la République                                         |
| 8  |              | Salou Djibo (né le 15 avril 1965)                     | Coup d'État      | 22 février 2010  | 7 avril 2011               | 1 an, 1 mois et 16 jours    |                 | Militaire                                            | Président du Conseil suprême pour la restauration de la démocratie |
| 9  |              | Mahamadou Issoufou (né en 1951)                       | 2011             | 7 avril 2011     | 7 avril 2016               | 10 ans, 11 mois et 26 jours |                 | PNDS-Tarayya                                         | Président de la République                                         |
| 9  | 2016         | Mahamadou Issoufou (né en 1951)                       | 7 avril 2016     | 2 avril 2021     |                            | 10 ans, 11 mois et 26 jours |                 | PNDS-Tarayya                                         | Président de la République                                         |
| 10 |              | Mohamed Bazoum (né en 1960)                           | 2020-2021        | 2 avril 2021     | 26 juillet 2023            | 2 ans, 3 mois et 24 jours   |                 | PNDS-Tarayya                                         | Président de la République                                         |
| 11 |              | Abdourahamane Tiani (né en 1964)                      | Coup d'État      | 28 juillet 2023  | 26 mars 2025               | 1 an, 10 mois et 23 jours   |                 | Militaire                                            | Président du Conseil national pour la sauvegarde de la patrie      |
| 11 | 26 mars 2025 | Abdourahamane Tiani (né en 1964)                      | Coup d'État      | en fonction      | Président de la République | 1 an, 10 mois et 23 jours   |                 | Militaire                                            |                                                                    |